# Miquel-Lluís Muntané
Miquel-Lluís Muntané (n. 19 septembrie 1956, Barcelona, Catalonia, Spania) este un sociolog, jurnalist, critic de muzică și scriitor în limba catalană, autor al unei opere vaste, care include ficțiune, poezie, eseuri, teatru și povestiri pentru copii. A fost președinte al Federació Catalana d'Associacions UNESCO, iar în prezent este membru al Consiliului de cultură din Barcelona. El a fost profesor la Institutul de Științe ale educației de la Universitatea din Barcelona. În 2007 a primit premiul Climent Mur.

## Scrieri
Lista operelor lui Miquel-Lluís Muntané:
- L'esperança del jonc (poezie, 1980)
- Crònica d'hores petites (poveste, 1981)
- Llegat de coratge (poezie, 1983)
- A influx del perigeu (poezie, 1985)
- De portes endins (piesă, 1987)
- Antoni Coll i Cruells, el valor d'una tasca (biografie, 1987)
- L'espai de la paraula (eseu, 1990)
- Actituds individuals per la pau (eseu, 1991)
- La penúltima illa (piesă, 1992)
- L'altra distància (poezie, 1994)
- Millor actriu secundària (roman, 1997)
- El foc i la frontera (poezie, 1997)
- UNESCO, història d'un somni (eseu, 2000)
- Madrigal (poveste, 2001)
- Migdia a l'obrador (poezie, 2003)
- La fi dels dies llargs (roman, 2005)
- La seducció dels rius (jurnal de călătorie, 2006)
- Cultura i societat a la Barcelona del segle XVII (eseu, 2007)
- Encetar la poma. Escrits sobre cultura (articole, 2008)
- El tomb de les batalles (poezie, 2009)
- La hiedra obstinada (poezie, 2010; tradus în spaniolă de J.A.Arcediano și A.García-Lorente)
- Hores tangents (poezie, 2012)
- De sèver i de quars. Apunts memorialístics 1981-1999 (memorii, 2015)
- Qualitats de la fusta (poezie, 2016)
- El moviment coral dins el teixit social català (eseu, 2016)
- Frontisses. Mirades a una primavera (jurnal, 2018)
- Miquel Pujadó, el bard incombustible (biografie, 2019)
- Diu que diuen... (poveste pentru copii, 2019)
- Horas tangentes (poezie, 2020; tradus în spaniolă)
- Passatges (poezie, 2020)